# クリオン (パラワン州)
クリオン（Culion）は、クリオン島及び41の島を含む、フィリピンパラワン州の地域 

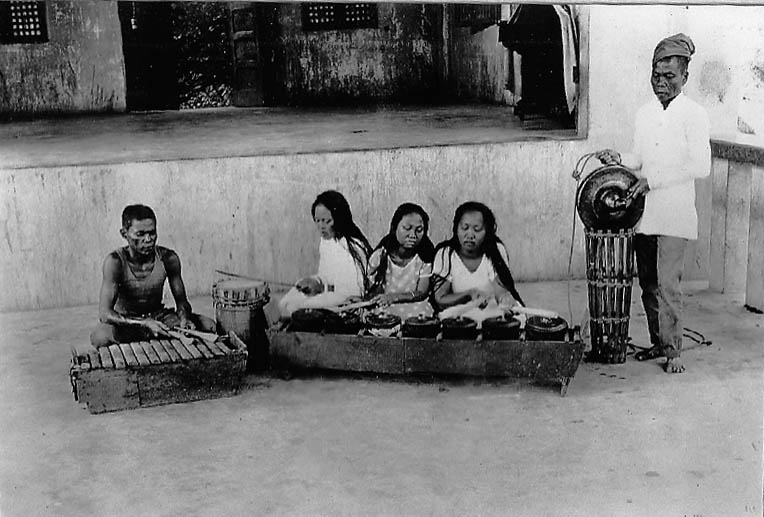
クリオン ハンセン病コロニーの人々。　クリンタン（kulintang）を演奏

## 地域
バランガイ（行政地域）数： 14 
- Balala
- Baldat
- Binudac
- Culango
- Galoc
- Jardin
- Libis
- Luac
- Malaking Patag
- Osmeña
- Tiza
- De Carabao
- Burabod
- Halsey

## 年表
- 1906年、クリオン島にハンセン病療養所開設。　同年5月27日に、370名のハンセン病患者がセブより2隻の沿岸警備隊カッター船ポリリオ号（the Polilio）、ミンダナオ号（the Mindanao）により移送される。
- 1934年、患者数6,500人（当時のハンセン病療養所で世界最大）
- 1992年、地方自治体になる
- 2006年、旧ハンセン病療養所研究棟が資料館として公開

## 参照
1. ↑  “Culion Island”.   Encyclopedia Britannica. 2011年4月7日閲覧。
2. ↑  Ronald Fettes Chapman (1982). Leonard Wood and leprosy in the Philippines: the Culion Leper Colony, 1921-1927. University Press of America. pp. 85–86. ISBN 0819119776 2011年4月7日閲覧。.